# تاريخ الأمريكيتين

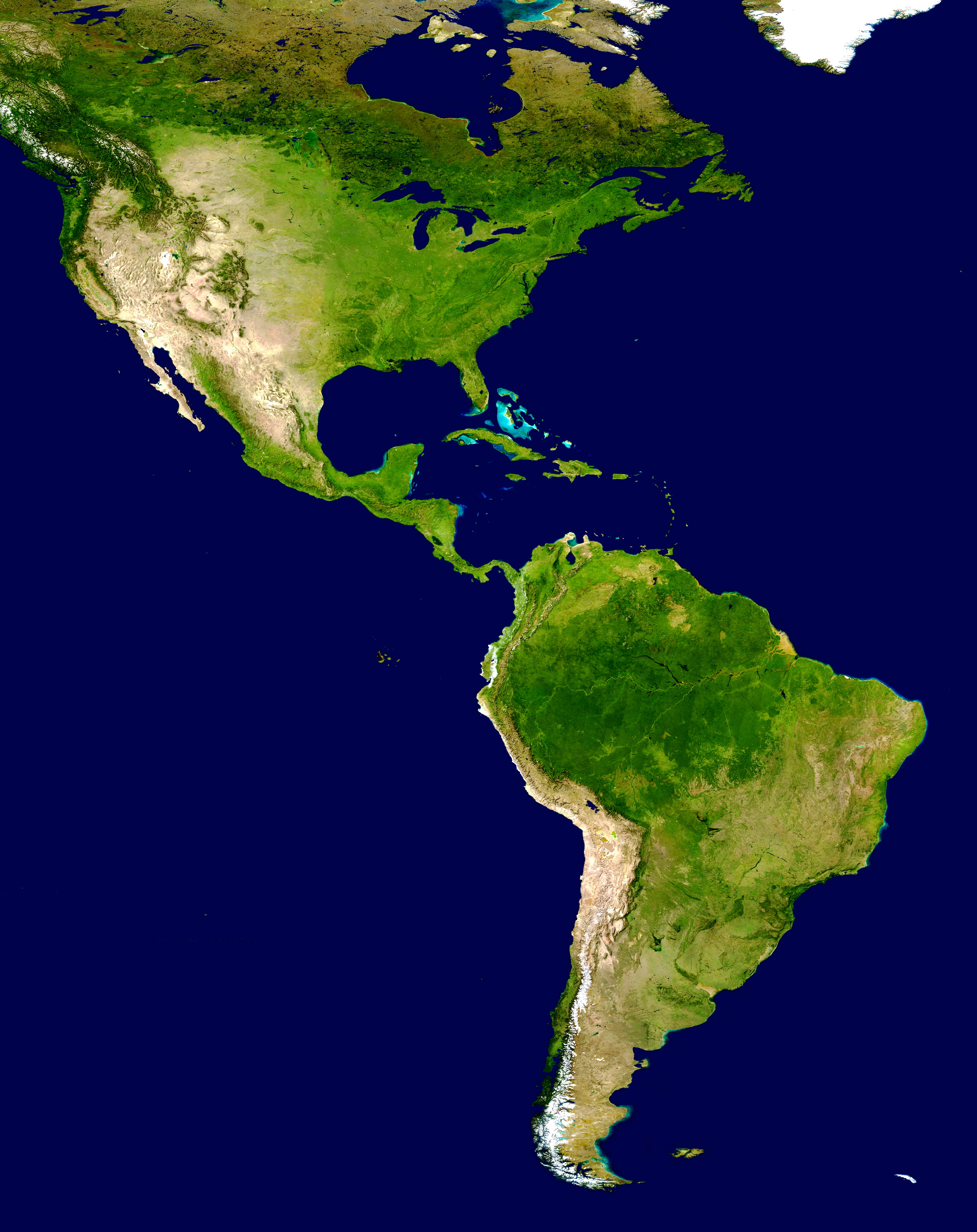
صورة لـ الأمريكتين من جهاز التصوير الدقيق عن بعد لوكالة ناسا المعروف بـ مقياس الإشعاعية الطيفية أو موديز. الطيران لأكثر من 700 كيلومتر فوق الأرض على متن القمر الصناعي تيرا

بدأ تاريخ الأمريكيتين (الشمالية والجنوبية وأمريكا الوسطى ومنطقة الكاريبي) مع هجرة الناس إلى هذه المناطق من آسيا أثناء بلوغ العصر الجليدي ذروته. وبصفة عامة، يعتقد أن هذه المجموعات تم عزلها من شعوب «العالم القديم» حتى قدم الأوروبيون في القرنين العاشر والخامس عشر.
هاجر أسلاف الشعوب الأصلية الأمريكية في الوقت الحاضر وهم هنود باليو (Paleo-Indians)؛ الذين كانوا يشتغلون بالصيد وجمع الثمار إلى أمريكا الشمالية. وتؤكد النظرية الأكثر شيوعًا أن المهاجرين هاجروا إلى الأمريكيتين عن طريق جسر يابسة بيرنجيا، بيرنجيا (Beringia)، ثم تغطت مساحة من الأرض بمياه المحيط البارد في مضيق برينغ. في حين انقرضت وقتها شعوب المرحلة الحجرية الصغيرة، وتلاها عالم الأحياء الضخمة مثل البيسون والماموث والوعل، لذا حصلوا على لقب صائدي الحيوانات الكبيرة. وربما تكون قد سافرت مجموعات من الأفراد إلى أمريكا الشمالية عبر سلسلة من الصخور المسطحة أو طبقة جليدية رقيقة على طول ساحل المحيط الهادي الشمالي.
وقد ظهرت السمات الثقافية التي اتسم بها المهاجرون الأوائل مثل ثقافات الإيروكواس في أمريكا الشمالية والبرهاء (Pirahã)، في أمريكا الجنوبية. وتطورت هذه الثقافات فيما بعد إلى حضارات. ففي كثير من الحالات، امتدت هذه الثقافات في وقت لاحق أكثر من نظرائها من العالم القديم. حيث تضمنت تلك الثقافات التي قد تعد متقدمة أو متحضرة: نورتي شيكو (Norte Chico) وكاهوكيا (Cahokia) والزابوتيك (Zapotec) والتولتك (Toltec) وحضارة الأولمك (Olmec) والمايا (Maya) وإمبراطورية الآزتيك (Aztec) والبوربيتشا (Purépecha) وكيمور (Chimor) والميكستيك (Mixtec) وحضارة الموتشي (Moche) والميسيسبيان (Mississippian) وتوتوناك (Totonac) وتيوتيهواكان (Teotihuacan) وشعب الهواستيك (Huastec) وتاراسكان (Tarascan) وايزابا (Izapa) ومازاتيك (Mazatec) ومويسكاس (Muiscas) والإنكا (Inca).

## ما قبل الاستعمار

### الهجرة إلى القارتين
لا تزال مواصفات هجرة أسلاف الهنود إلى الأمريكيتين وعبرهما محلًا للبحث والنقاش الجاريين، بما في ذلك التواريخ المحددة ومسارات السفر. تشير النظرية التقليدية إلى أن هؤلاء المهاجرين الأوائل قد انتقلوا إلى جسر يابسة بيرنجيا بين شرق سيبيريا وألاسكا الحالية منذ ما يتراوح بين 40,000 – 17,000عام، حين كانت مستويات البحار منخفضة بشدة نتيجة للغمر الجليدي الرباعي. يُعتقد أن هؤلاء البشر قد اتبعوا قطعان حيوانات العصر الحديث الأقرب الضخمة التي انقرضت حاليًا عبر الممرات الخالية من الجليد التي امتدت بين صفيحتي لورنتيد وكورديليران الجليديتين. هناك طريق آخر محتمل هو أنهم قد هاجروا جنوبًا، ربما سيرًا على الأقدام أو باستخدام القوارب البدائية، عبر ساحل المحيط الهادئ الشمالي الغربي وصولًا إلى أمريكا الجنوبية. ربما يكون الدليل على الاحتمال الأخير قد غطّاه ارتفاعُ مستوى البحار بمقدار مئات الأمتار بعد العصر الجليدي الأخير.
يدعي علماء الآثار أن هجرة أسلاف الهنود من خلال بيرنجيا (ألاسكا الشرقية) تتراوح بين 40,000 إلى 16,500 عامًا تقريبًا. ذلك النطاق الزمني هو مصدر للنقاش الساخن. يُرجع الاتفاق الحادث حتى الآن أصل الهجرة إلى وسط آسيا، مع انتشار الاستقرار في الأمريكيتين خلال نهاية الحقبة الجليدية الأخيرة، أو بالتحديد ما يُعرف بالحد الجليدي الأقصى الأخير، منذ نحو 16,000 – 13,000 عامًا.
نشرت المجلة الأمريكية لعلم الوراثة البشري مقالًا في عام 2007 ذاكرًا «هنا نُظهر، عن طريق استخدام 86 مجموعًا مورثيًا متقدريًا، أن جميع المجموعات الفردية الأمريكية الأصلية، بما في ذلك النمط الجماعي X (دنا متقدري)، كانت جزءًا من شعب واحد مؤسِّس».